# Pascale Birchler
Pascale Birchler (* 28. Februar 1982 in Zug) ist eine Schweizer Installationskünstlerin und Zeichnerin, die in Zürich lebt und arbeitet. Ihr Bürgerort ist Einsiedeln. Von 2011 bis 2016 arbeitete sie mit ihrer Schwester Arienne Birchler zusammen.

## Leben
Pascale Birchler studierte Illustration und Bildende Kunst in Hamburg und Bern. 2018 schloss sie ihr Studium mit dem Master für Bildende Kunst an der Hochschule der Künste in Bern ab.

## Werk
Der Fokus von Pascale Birchler liegt auf Zeichnungen und Installationen. Des Weiteren gibt es Skulpturen, Malerei, Objektkunst sowie Videokunst.
Die Künstlerin arbeitet mit „Veruneindeutigungen und Irritationen auf verschiedenen Ebenen“. Ihre „Anspielungen und Verdrehungen laden (dabei) zum Ausdeuten in unterschiedlichste Richtungen ein.“
Das gesamt Portfolio von Pascale Birchler von 2011 bis 2022 sowie in Zusammenarbeit mit Arienne Birchler von 2011 bis 2016 ist auf „Cargocollective“ dargestellt.
Werke von Pascale Birchler sind u. a. im Kunsthaus Pasquart in Biel sowie in den Kollektionen der Kantone Zürich und Zug ausgestellt.

## Gruppenausstellungen
- The Pieces I Am, UCCA Edge, Shanghai, 2022[5]
- L’Arcobaleno riposa sulla strada, Istituto Svizzero, Rom 2022[6]
- Ausstellung der Kunststipendien der Stadt Zürich im Museum Helmhaus Zürich, 2022[7]
- A higher calling, White Space, Peking, 2021[8]
- Ausstellung der Kunststipendien der Stadt Zürich im Museum Helmhaus Zürich mit der Installation „Eine Fremde Stunde“ (2019), 2020[9]
- Werkschau 2020, Museum Haus Konstruktiv in Zürich, 2020[10]
- Jahresausstellung Zentralschweizer Kunstschaffen, Kunstmuseum Luzern, 2019[11]
- Refaire le monde, Museum Helmhaus Zürich, 2018[12]
- Master Contemporary Arts Practice, Kunsthaus Pasquart in Biel, 2018[13]
- Magma #2 – Zeitgenössische Malerei, Shedhalle in Zug, 2018[2][14]
- Werkschau 2016, Museum Haus Konstruktiv in Zürich, 2016[15]
- The end of everything we know, Kantonsschule Zürich Nord, 2015[16]
- Thank you for your time. And you can thank me for mine, Zürich 2015[17]
- Catch of the Year 2014, Dienstgebäude Art Space Zürich, 2015[18]
- Werkschau 2014, F+F Schule für Kunst und Design in Zürich, 2014[19]
- Werkschau 2014, Museum Haus Konstruktiv in Zürich, 2014[20]
- Werk- und Atelierstipendien der Stadt Zürich 2014, Zürich 2014[21]
- Tell me what I see, when I look into your eyes, Galerie BolteLang in Zürich, 2014[22]
- Catch of the Year 2013, Dienstgebäude Art Space Zürich, 2014[23]
- Jahresausstellung Zentralschweizer Kunstschaffen 2013, Kunstmuseum Luzern, 2013/2014[24]
- Werkschau 2013 des Kantons Zürich, 2013[25]
- Architektur im Würgegriff der Kunst, S AM – Schweizerisches Architekturmuseum, Basel 2013 – Die Ausstellung zeigt Projekte und Installationen im Grenzbereich der Architektur[26][27]

- I am God, Wäscherei, Kunstverein Zürich, 2012[28]
- It’s all about a golden key, Galerie Nicola von Senger, Zürich 2012[29]
- Deeper than Beauty, Bern 2011[30]
- Chasing Dreams, Kunstraum Riehen, 2010[31]
- Galerie Nicola von Senger, Zürich 2010[32]
- Plattform 09, ewz-Unterwerk Selnau, Zürich 2009[33]
- À la Recherche de la Bohème Perdue, Centre d’art Neuchâtel, Neuchâtel, 2013[34]

## Einzelausstellungen
- Der Rest ist Schweigen, Galerie Peter Kilchmann, Zürich, 2021: Installation, bestehend aus Skulpturen und einer großformatigen Zeichnung in Wasserfarbe[2][35]
- Installation Eine Fremde Stunde, Kunstverein Friedrichshafen, 2019 – erste Einzelausstellung von Pascale Birchler in Deutschland[35]

## Auszeichnungen und Förderungen
Pascale Birchler hat seit 2009 mehrere Stipendien erhalten, u. a. vom Kanton und der Stadt Zürich sowie der UBS Stiftung. Sie verbrachte im Jahre 2010 vier Monate im Zentralschweizer Atelier in New York und nahm 2015 an einem Residenzprogramm in Berlin teil. 2021 wurde Pascale Birchler eine Finalistin des Swiss Art Awards. Birchler erhielt außerdem für 2022/2023 ein 12-Monatsstipendium durch das ISCP (International Studio and Curatorial Program) in New York.

## Publikationen
- Maurer, Simon/Morgenthaler, Daniel (Hrsg.): Refaire le monde, Katalog zur Ausstellung im Helmhaus Zürich, Diaphanes-Verlag, 2019[12]
- Jeannine Herrmann (Hrsg.): I'm just passing through – I don't live here, Prisma Künstlerheft Nr. 5 – Monografische Künstlerpublikation Arienne und Pascale Birchler, 2014[38]

## Rezeption
Charlotte Matters beschreibt die Arbeiten in der Ausstellung „Plattform 09“ im ewz-Unterwerk Selnau Zürich (2009) folgendermaßen:„Mit ihren Bildern und Installationen schafft Pascale Birchler ein eigenwilliges Bilduniversum, das zugleich poetisch und bedrohlich sein kann. In ihren meist in Grautönen gehaltenen Zeichnungen entfalten sich kaum fassbare weibliche Wesen, sowohl zerbrechlich in ihrem Körperbau, als auch animalisch in ihrem Ausdruck. Die Archaik und Zwiespältigkeit dieser Figuren verleiht ihnen eine geheimnisvolle, oft auch erotische Ausstrahlung. Die Künstlerin spielt dabei mit Andeutungen, ohne jemals offensichtlich zu werden. In ihren Installationen treibt sie das Wechselspiel zwischen menschlichen und animalischen Wesenszügen weiter, indem sie nicht mehr Personen, sondern Tiere inszeniert. Die lebensnahen Plastiken, mit echtem Fell überzogen, scheinen in einer endlosen Bewegung gefangen zu sein (…) Ihre sinnlichen Inszenierungen balancieren zwischen Schönheit und Bedrohlichkeit, einem schlafwandlerischen Zustand ähnlich.“
In der Pressemitteilung zum Projekt „Der Rest ist Schweigen“ in der Galerie Peter Kilchmann (2021) ist Folgendes zu lesen: “Pascale Birchler creates installative spatial situations that in their entirety form a multi-layered system of visual connotations. They are arrangements of figures and objects in which each protagonist and each prop retains its fixed place. Each element shapes a self-contained work that, despite its invisible connection to the other works, has its own narrative context.”
Die Ausstellung “Die letzte Stunde” von 2019 „nimmt die Besucherinnen und Besucher mit an einen Ort unbekannter Zeit, an dem sich Skulpturen, Zeichnungen und architektonische Eingriffe zu etwas  Neuem zusammenfügen. Eine Ausstellung wie ein Ausflug in ein Paralleluniversum: Der Besuch einer fremden Stunde.“